# Vivienne Tam

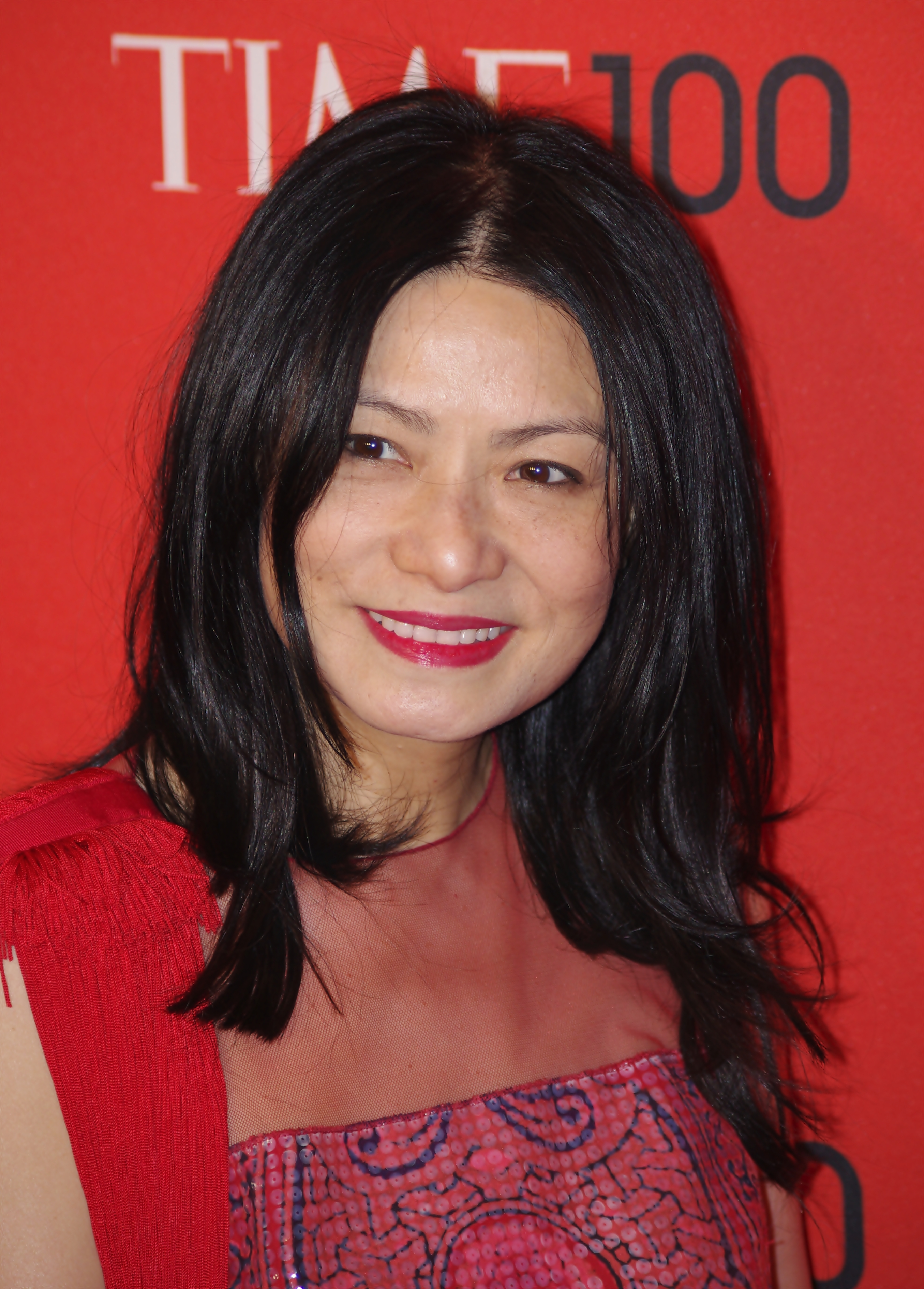
Vivienne Tam en el 2011.

Vivienne Tam (譚燕玉, pinyin: Tán Yànyù)es una diseñadora de moda con sede en Nueva York.

## Biografía
Nació en China en 1957 y criada en Hong Kong. Asistió a Hong Kong Polytechnic University.

## Carrera
El nombre de su marca de ropa es su nombre, inspirada por el diseño chino moderno y la moda. El tema de la primera colección fue EAST WIND CODE. 
Sus tiendas se pueden encontrar en la mayoría de las principales ciudades de todo el mundo. 
Ella creó:"China Chic", un libro sobre el estilo chino.

## Filmografía

### Programas de variedades
| Año  | Programa   | Notas    |
| ---- | ---------- | -------- |
| 2017 | Happy Camp | invitada |